# Робле, Мохамед Хусейн
Мохамед Хусейн Робле (сомал. Maxamed Xuseen Rooble; род. октябрь 1963, Хобьо) — сомалийский политический деятель, премьер-министр Сомали с 23 сентября 2020 по 25 июня 2022 года. До прихода в политику он был членом Международной организации труда и инженером-экологом.

## Биография
Родился в Хобьо в октябре 1963 года. Родом из Хабар Гидир, подклана Хавийе. Получил степень бакалавра в области гражданского строительства в Сомалийском национальном университете, а затем поступил в Королевский технологический институт, где получил степень магистра в области экологической инженерии и устойчивого развития.

### Премьер-министр Сомали
В сентябре 2020 года президент Сомали Мохамед Абдуллахи «Фармаджо» назначил его на пост премьер-министра. Робле был избран 18 сентября и единогласно утверждён Федеральным парламентом Сомали 23 сентября. Свою первую повестку дня он изложил в речи, с которой выступил в парламенте Сомали.
18 декабря 2020 года Робле должен был выступить на стадионе в Галькайо. За несколько минут до его прибытия террорист-смертник взорвал себя у стадиона, убив семерых гражданских и трёх солдат. Робле выразил свои глубочайшие соболезнования семьям и друзьям жертв и призвал сомалийский народ к единству в борьбе с терроризмом в целях содействия миру и развитию в стране.
1 мая 2021 года Робле получил от Федерального правительства Сомали мандат на наблюдение за избирательным процессом в соответствии с соглашением, достигнутым 17 сентября 2020 года Национальным консультативным форумом и Байдабоскими рамками от 16 февраля 2021 года, а также за мерой безопасностью на выборах.
3 мая, во Всемирный день свободы печати, Робле поздравил сомалийских журналистов, похвалил их за их жертвы, стойкость и преданность делу. Он также гарантировал журналистам безопасность и доступ к информации, особенно во время предстоящих выборов, поощряя их подходить к своей работе ответственно и профессионально.
16 сентября Мохамед Абдуллахи Мохамед незаконно приостановил исполнительные полномочия Мохамеда Хусейна Робле после скандала из-за его отстранения от должности бывшего главы Национального агентства разведки и безопасности Фахада Ясина из-за расследования убийства Икран Тахлил Фарах. В администрации президента заявили, что премьер-министр нарушил переходную конституцию, за что его исполнительные полномочия были отозваны, в частности его полномочия по импичменту и назначению руководителей до выборов.
28 декабря Робле призвал Мохамеда Абдуллахи Мохамеда немедленно отойти в сторону и сосредоточиться на предвыборной кампании предстоящих выборов.
10 января 2022 года сомалийские лидеры объявили о заключении соглашения о завершении парламентских выборов к 25 февраля после неоднократных задержек, которые угрожали стабильности в стране. Соглашение было достигнуто после нескольких дней переговоров Мохамеда Хусейна Робле с руководителями регионов, направленных на выход из тупиковой ситуации с опросами.
9 июня 2022 года недавно избранный президент Хасан Шейх Махмуд назначил Хамзу Абди Барре вместо Мохамеда Хусейна Робле Робле на посту премьер-министра. 25 июня Барре был одобрен Народной палатой на голосовании.